# Симптом Говерса
Симптом Говерса (англ. Gowers's sign, також Ознака Говерса) — симптом деяких неврологічних захворювань. Клінічна ознака м'язової дистрофії в дитинстві, підтверджена спостереженням за використанням дітьми рук, щоб випрямитися, переміщаючи руки вгору по стегнах. Це дозволяє прийняти положення стоячи або стоячи на колінах. Пацієнт не може встати з положення сидячи з витягнутими вперед руками.
Названий на честь британського невролога, сера Вільяма Річарда Говерса, який його вперше описав.